# ǂKá̦gára
ǂKá̦gára, talvolta scritto anche come ǂKáʻgára, (ǂ͡káˤɡáɾa) è un personaggio della mitologia boscimana associato con il fulmine.

## Nel mito
Una leggenda del popolo boscimano (detto anche "popolo San") raccolta nel XIX secolo racconta che ǂKá̦gára, dopo aver litigato con suo cognato ǃHãunu (ᵑ̊ǃʰəunu), andò a casa di quest'ultimo per prendere sua sorella minore e riportarla a casa dei suoi genitori. ǃHãunu iniziò allora ad inseguire i due lanciando fulmini contro ǂKá̦gára, il quale però rimase illeso e lanciò a sua volta fulmini contro ǃHãunui. Infine, ǃHãunu morì lentamente, tuonando, mentre ǂKá̦gára si addormentò, anch'egli tuonando.
Questa storia è ancora oggi narrata ai bambini boscimani per spiegare loro l'esistenza dei lampi e dei tuoni durante i temporali.

## Onorificenze
I componenti di un oggetto transnettuniano binario, uno avente il diametro pari a 138 km e l'altro pari a 122 km, sono stati rispettivamente battezzati 469705 ǂKá̦gára e (469705) I ǃHãunu, in onore a ǂKá̦gára e a suo cognato ǃHãunu.